# Avesnes-le-Sec Communal Cemetery Extension
Le cimetière « Avesnes-le-Sec Communal Cemetery Extension  » est un  cimetière militaire de la Première Guerre mondiale situé sur le territoire de la commune d'Avesnes-le-Sec, Nord.

## Localisation
Ce cimetière est implanté à la sortie ouest du village, rue du calvaire, juste à côté du cimetière communal, un peu à l'écart de la route pavée qui conduit à Iwuy.

## Historique
Occupé dès la fin août 1914 par les troupes allemandes, le village d'Avesnes-le-Sec est resté  loin des combats jusqu'en octobre, date à laquelle il a été repris par les troupes britanniques.À l'armistice, il contenait 100 sépultures datant du 12 au 26 octobre 1918, dont 46 Seaforth Highlanders et 41 Gordon Highlanders. Après l'armistice, d'autres tombes ont été rapportées de cimetières des environs .

## Caractéristique
Ce cimetière comprend  maintenant 114 sépultures de la Première Guerre mondiale. L'extension a été conçue par W. H. Cowlishaw.

## Galerie

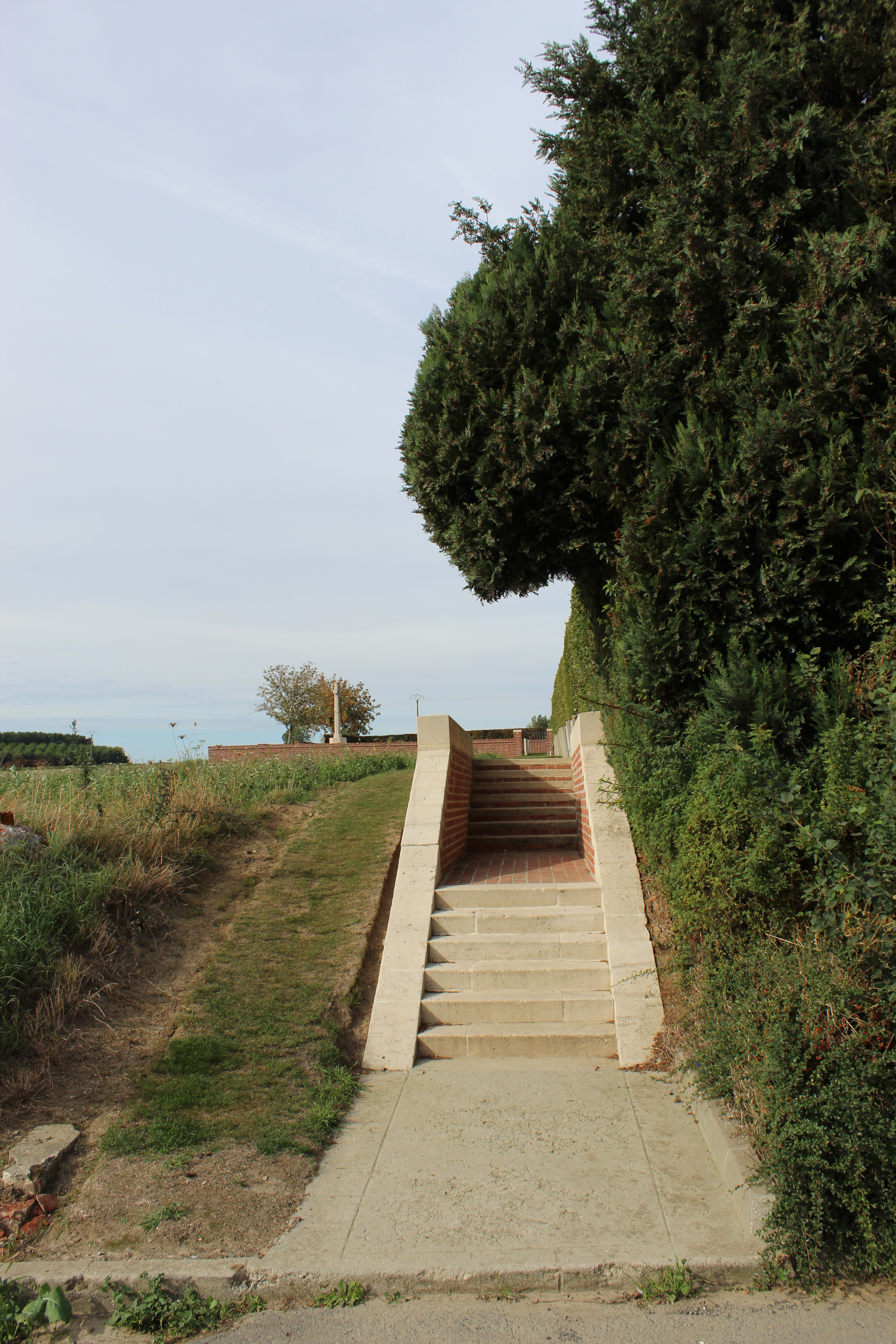
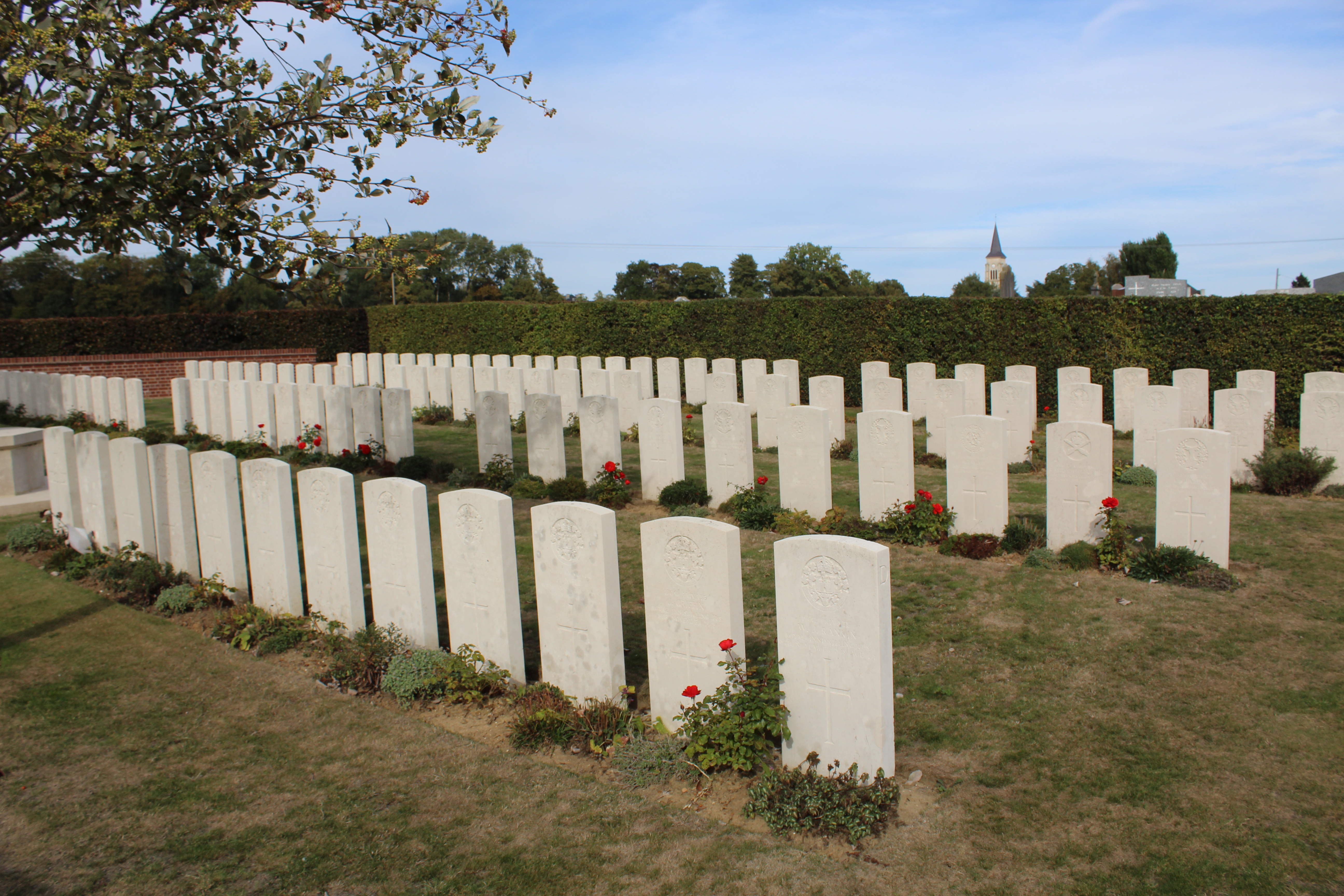
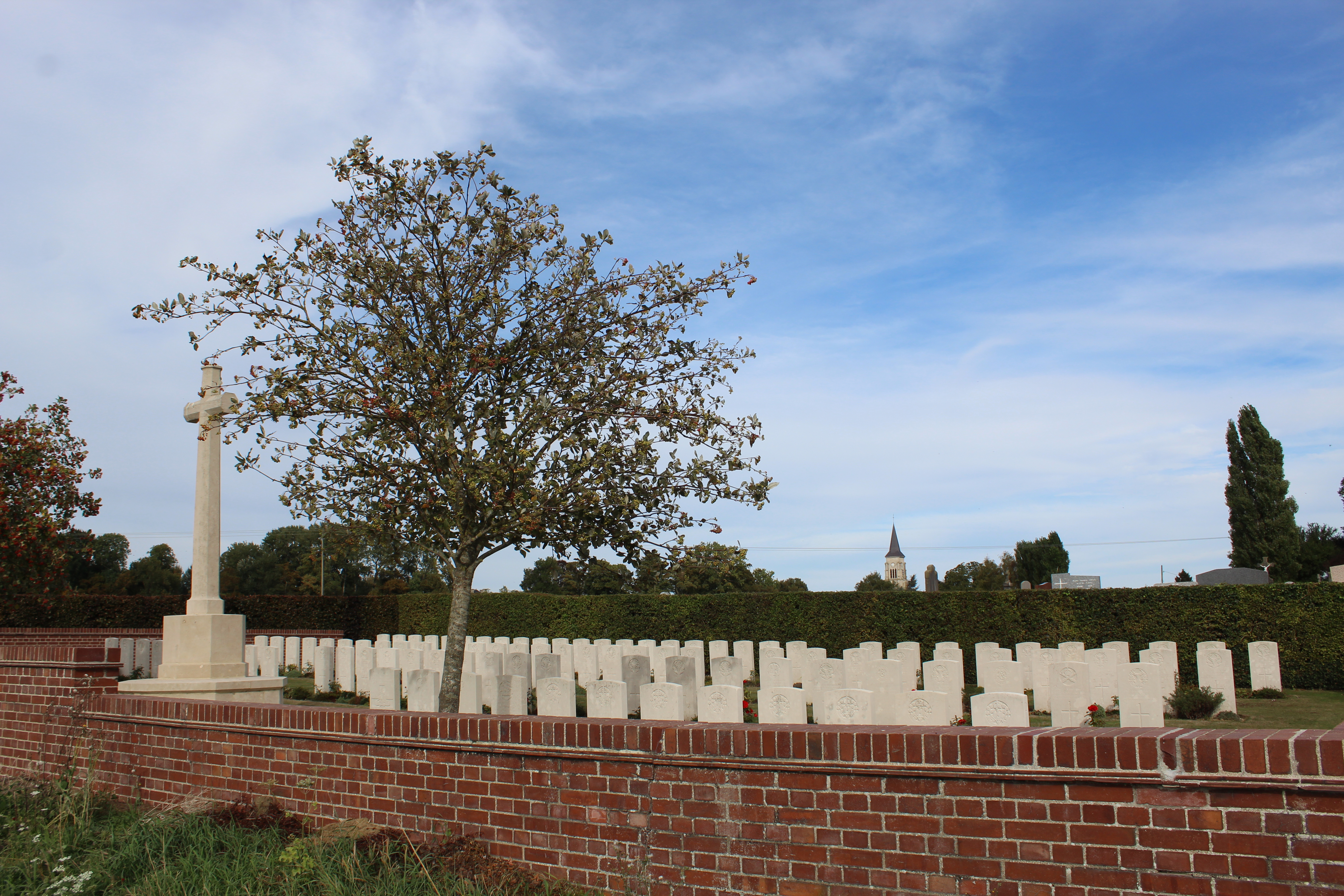
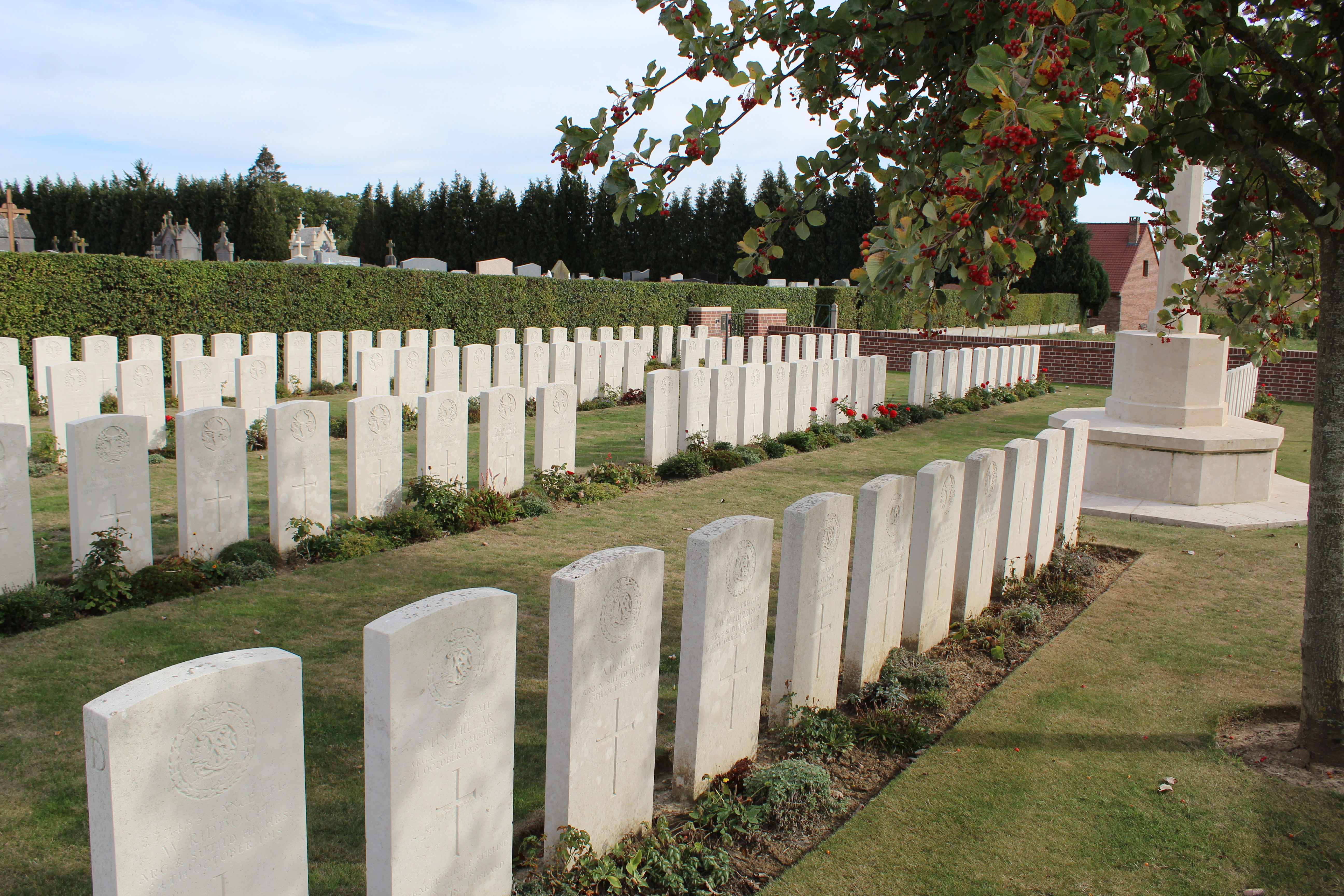

## Sépultures
| Pays           | Sépultures |
| -------------- | ---------- |
| Royaume-Uni    | 110        |
| Afrique du Sud | 2          |
| Total          | 114        |

### Liens Externes
http://www.inmemories.com/Cemeteries/avesneslesec.htm